# Как убить дерево
 «Как убить дерево» (яп. いかに木を殺すか Ика-ни ки-о коросу ка) — цикл рассказов Кэндзабуро Оэ, состоящий из восьми новелл и опубликованный в 1984 году издательством «Бунгэйсюндзю». Идея произведения выросла из материала одной главы неоконченного Оэ романа, который он замышлял как развитие вывернутых наизнанку «Игр современников» (см. также цикл «Проснись, новый человек!», где можно найти развёрнутый комментарий о том, как идея одновременности всех временных пластов, вытеснила из романа категории жизни и смерти как таковые, отсюда желание и неоднократные попытки Оэ «Игры современников» «переписать»). Цикл строится вокруг осмысления автором в гротескных тонах непрерывности своего существования от воспоминаний о детстве в лоне мифологии родной деревни до предчувствия становящейся с годами всё более осязаемой смерти и надежд на последующее «перерождение», отсюда центральность для повествования женских образов. Лейтмотивом звучит автоцитата Оэ из более ранней «Истории М/T и лесного чуда», где устами матери говорится: «Будет тебе. Даже если и умрёшь, не переживай. Я рожу тебя снова».

## Содержание
1. Способ съесть жареную колбасу (揚げソーセージの食べ方)
2. Грут-Айлендская рентгенография (グルート島のレントゲン画法)
3. Пытка для глаз (見せるだけの拷問)
4. Великая мексиканская лазейка (メヒコの大抜け穴)
5. День, когда родилась ещё одна Идзуми Сикибу (もうひとり和泉式部が生れた日)
6. Горного козла — в поле (その山羊を野に)
7. Трава грехопрощения (「罪のゆるし」のあお草)
8. Как убить дерево (いかに木を殺すか)